# Landelijke fietsroute 38
De Dender-Waaslandroute of Landelijke fietsroute 38 (LF38) was een LF-route in Nederland en België tussen Hulst en Onkerzele, een route van ongeveer 108 kilometer. Het fietspad was een verbinding tussen de stad Hulst en een van de vier dwarsverbindingen in de Vlaanderenroute van vóór 2021. De andere dwarsverbindingen waren de LF2, de LF30 en de LF35. De route kruiste vrijwel direct de LF29 en ging daarna vanaf de Belgische grens door het Waasland. In Temse kwam de route bij de Schelde (waar de route samen kwam met de Vlaanderenroute, toen de LF5). De Schelde werd gevolgd tot Dendermonde, daarna ging het naast de Dender verder. De Vlaanderenroute ging hier richting Gent. Omdat de route zowel Waasland als Dender aandeed zorgde dit voor de naam Dender-Waaslandroute. In Geraardsbergen met de iconische Muur van Geraardsbergen voegde de toenmalige Vlaanderenroute (als LF6) zich weer bij de LF38. In Onkerzele eindigt de route en kon verder worden gereden over de LF6. Daarnaast kon er in Geraardsbergen ook gekozen worden voor het het vervolg van de Denderloop via de RAVeLW1 naar Lessines en verder.